# Смит-Стенли, Елизавета
Елизаве́та Сми́т-Сте́нли, графиня Де́рби (англ. Elizabeth Smith-Stanley, Countess of Derby; в девичестве Га́мильтон (англ. Hamilton); 26 января 1753, Эдинбург — 14 марта 1797, Лондон) — английская аристократка, старшая дочь 6-го герцога Гамильтон, в 1774 году вышла замуж за Эдварда Смит-Стенли, 12-го графа Дерби, родила от него троих детей.

## Биография

### Семья
Леди Елизавета Гамильтон родилась 26 января 1753 года. Она была первым ребёнком и единственной дочерью сэра Джеймса Гамильтона, 6-го герцога Гамильтона (1724—1758) от леди Елизаветы Каннинг, 1-й баронессы Хэмилтон из Хамедона. Вслед за дочерью в семье родились два сына. Отец умер в 1758 году, когда ей было пять лет. Мать леди Елизаветы, герцогиня Гамильтон считалась одной из красивейших женщин того времени. Через год после смерти супруга она вышла замуж во-второй раз за Джона Кэмбелла, 5-го герцога Аргайла, от которого родила ещё трёх сыновей и двух дочерей.

### Брак
В высшем обществе леди Елизавету звали «Бетти». В 1773 году на молодую аристократку обратил внимание лорд Эдвард Смит-Стенли и стал ухаживать за ней. В своем доме он устроил бал в честь леди Елизаветы, повторив его и в следующем году. На последнем балу они были одеты в костюмы с полотен художника Антониса ван Дейка. 23 июня 1774 года сэр Эдвард и леди Елизавета поженились. Джон Бергойн, известный английский государственный деятель, драматург и писатель, посетивший их свадьбу, в память об этом событии написал пьесу «Дева под буками» (англ. The Maid of the Oaks).
В браке леди Елизавета родила двух дочерей и сына. В 1776 году после смерти графа Дерби, деда сэра Эдварда, они унаследовали его титул, став графом и графиней Дерби. После этого статус и популярность леди Елизаветы в обществе выросла. О ней часто упоминали в газетах. Наряду с герцогиней Девонширской, её считали законодательницей моды в Британии. В 1777 году под руководством графини Дерби был организован матч по крикету среди женщин. Для британского общества в XVIII веке это событие носило исключительный характер. В матче принимали участие две команды, состоявшие из аристократок.
Около 1776 года известная немецкая художница Ангелика Кауфман написала два портрета, на которых изобразила сэра Эдварда, леди Елизавету и их сына сэра Эдварда-младшего. Один из этих портретов сейчас хранится в музее Метрополитен, другой — в личной коллекции графов Дерби. Между 1776 и 1778 годами был нарисован ещё один портрет графини Дерби кисти Джорджа Ромни, который сейчас хранится в Национальной портретной галерее в Лондоне.

### Последующая жизнь

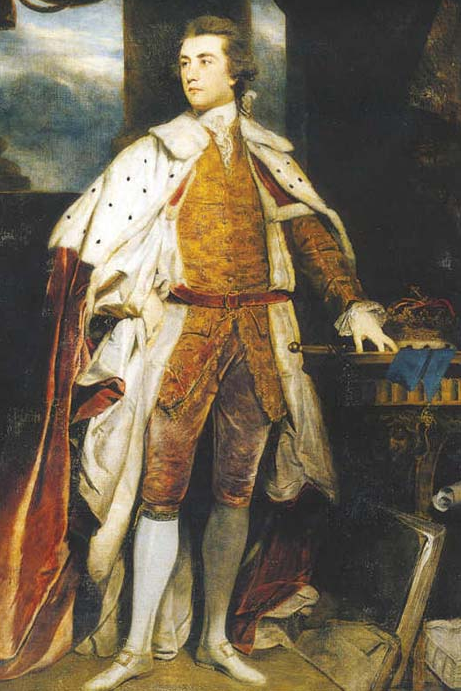
Герцог Дорсет кисти Джошуа Рейнольдса

В начале 1778 года стали распространяться слухи о романе леди Елизаветы и Джона Саквилля, 3-го герцога Дорсета, «самого известного повесы тех дней». Потомок герцога, леди Виктория Саквилл-Уэст (1862—1936) утверждала, что её предок переодевался садовником и приходил в Ноусли-холл, где забирался в окно к графине. Однако другой его потомок, сэр Роберт Саквилл-Уэст (род. 1958) считает это маловероятным. В мае 1778 года слухи о романе попали в прессу. В том же году мать леди Елизаветы попыталась защитить репутацию дочери в высшем обществе и прекратить распространение слухов. В августе 1778 года граф и графиня Дерби стали жить раздельно, в обществе стали говорить о возможном разводе супругов.
Несмотря на ситуацию, вероятный любовник и муж леди Елизаветы оставались хорошими друзьями, и герцог Дорсета гостил в Ноусли-холл. После переезда от мужа леди Елизавета потеряла большую часть своих средств. При дворе считали, что она скоро разведется с графом Дерби и выйдет замуж за герцога Дорсета, чем обеспечит себе более высокий статус в обществе. Однако, после года раздельной жизни граф Дерби заявил, что не желает разводиться с женой. Дети супругов остались с отцом. Алан Кросби утверждал, что «твердый отказ графа Дерби развестись со своей женой и дать ей возможность видеться с детьми стали не только сенсацией, но разрушили всю последующую жизнь графини». Утратив популярность в высшем свете, леди Елизавета стала избегать его и жила за границей до 1783 года. Её семья пыталась убедить графа Дерби наладить отношения с супругой и жить вместе.
В то время как леди Елизавета жила за границей, у графа Дерби начался роман с актрисой Елизаветой Фаррен (1759—1829). В 1781 году информация об адюльтере просочилась в прессу. В печати появились карикатуры на графа с любовницей. В 1783 году графиня Дерби вернулась в Лондон и в высшее общество. Леди Елизавета жила у своего брата 8-го герцога Гамильтона. В 1784 году ей удалось практически восстановить свой статус. Она часто бывала в компании герцогини Девонширской. По словам историка Ханны Грейг «статус графини Дерби был связан с её бегством от мужа, социальный статус её мужа упал, в то время как она снова вернула себе внимание света».

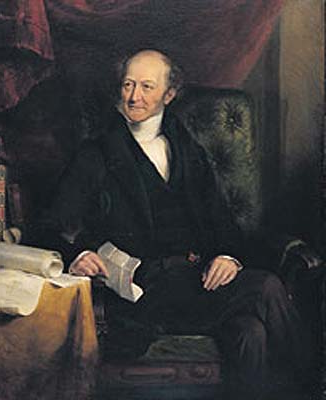
13-й граф Дерби, сын Елизаветы

14 марта 1797 года леди Елизавета умерла от туберкулеза. Граф и графиня Дерби так и не сошлись. Сэр Эдвард сожительствовал с актрисой. После смерти жены, менее чем через два месяца, он женился на своей любовнице.

### Дети
Графиня Дерби родила троих детей:
- сэр Эдвард Смит-Стенли (1775—1851) — 13-й граф Дерби, женился на своей кузине Шарлотте Маргарет Хорнби, дочери преподобного Джеффри Хорнби и Леди Елизаветы Смит-Стенли, семеро детей;
- леди Шарлотта (1776—1805) — вышла замуж за двоюродного брата Эдмунда Хорнби, сына преподобного Джеффри Хорнби и Леди Елизаветы Смит-Стенли, детей не имели;
- леди Елизавета Генриетта (1778—1857) — вышла замуж Томаса Коула, сын и дочь.

Историк Питер Томсон предполагает, что третьего ребенка леди Елизавета родила от связи с герцогом Дорсетом. Несмотря на это, граф Дерби признал ребенка своим и заботился о нём после переезда жены.